# ميلوش كراسيتش
ميلوش كراسيتش (بالصربية: Милош Красић)‏ (مواليد 1 نوفمبر 1984 في كوسوفسكا ميتروفيكا) لاعب كرة قدم صربي يلعب حاليًا لصالح نادي ليخيا غدانسك البولندي.

## بداياته
كراسيتش لاعب خط وسط جناح أيمن.. ويمتلك مهـارة خارقة ويتميز بالمراوغات ولديه سرعة مميزة.
بدء كراسيتش مع نادي مسقط رأسهِ رودار كوسوفسكا ميتروفيتسا، ولوحظ كراسيتش من قبل نادي فويفودينا في عام 1999.. وبدء اللعب مع فويفودينا كـ بديل حيثُ كان عمرهُ
14 عاماً. أمضى 4 مواسم ونصف مع الفريق وأصبح لاعباً مهماً في فريقهِ وأصبح قائداً لفريقهِ في وقت لاحق.

## مع سيسكـا موسكو الروسي
لقى كراسيتش وفويفودينا عرضاً من نادي سيسكا موسكو الروسي في يناير 2004، لكنّ العرض لم يتم بنجاح.
وأنتظر اللاعب حتى صيف 2004.. حيث انتقل بعقد قيمته 2.250.000 € لـِ النادي الروسي.. وظهر اللاعب لأول مرّة مع الفريق خلال مباريات كأس الاتحاد الأوروبي في عام 2004/2005
وفاز معهُ بذات اللقب في ذالِك العام. كمـا أنّ اللاعب سـآعد فريقهُ في الفوز بالدوري الروسي في عامي 2005 & 2006.
وكأس روسيـا في أعوام 2005، 2006، 2008 & 2009، وبكأس السوبر الروسي في أعوام 2006، 2007 & 2009.
وفي دوري ابطال أوروبا عام 2009-2010 تألق تألقا ألفت نظر كثير من الاندية الكبرى وتمكنت السيدة العجوز من اقتناصه.

## رِحلّة العُمرّ مَعَ السّيدّة العجوز
بعد الكثير من التكهنات في صيف 2010 بانتقال اللاعب لـِ إيطاليا، وافق يوفينتوس وسسكا موسكو الروسي لـِ انتقال اللاعب للفريق الإيطالي مقابل 15.000.000 €.
كراسيتش أصبح لاعباً رسمياً لليوفي في 21 أغسطس 2010.. ومُنِح القميص رقم 27.
كراسيتش كان لهُ دور بارز في خروج اليوفينتوس ضد سمبدوريا بـِ الدوري الإيطالي بنقطةٍ ثمينة.. حيثُ ظهر لعب أول مباراة لهُ.. وصنع وساعد فريقهُ في التسجيل وأنتهت المباراة بـِ 3-3.
في المباراة الثانية ضد نادي أودينيزي.. وأثبت كراسيتش اهميتهُ في تشكيلة فريقهِ وضلكِ بصنع هدفين لزميليهِ.. كوالياريلا وماركيزيو، وانتهت المباراة بفوز لليوفي 4-0.
وسجل كراسيتش هدفهُ الأول مع البيانكونيري في 26 سبتمبر 2010 ضد فريق كـالياري.. ليفوز فريقهُ بـِ 3-0.
وسجل هدفهُ الأول أوروبياً مع فريقهُ اليوفي عندما أنقذ فريقهُ من الخسارة وأهداه نقطة ثمينة ضد سالسبورغ ريد بول النمساوي 1-1.. ضمن كأس الـ Europe League..
وساعد كراسيتش فريقهُ في الفوز خارج أرض الفر يق ضد جنوى بالدوري الإيطالي.. حيثُ سجل الهدف الأول في الدقيقة "18.. وأنتهت بهدفين دون مقابل لليوفي.

## مع منتخب صربيا
كان كراسيتش لاعباً في منتخب صربيا تحت 21 عـاماً.. في بطولة أوروبا تحت 21 عاما، وكذلك في الألعاب الأولمبية في 2004. في مايو 2006، كان كراسيتش لاعباً مهماً في المنتخب الصربي تحت 21 عاماً ضد كازخستان. كما لعب ضد البرتغال في ملعب النجم الأحمر في بلغراد وأنتهت المباراة بالتعادل 1-1.
كما انّ كراسيتش كان لاعباً مهماً في قيادة منتخب بلاده بالتأهل لكأس العالم عام 2010 بـِـ جنوب أفريقيـا.. وسجل هدفاً واحد ضد منتخب لتوانيا في التصفيات، وآخر ضد النمسا وأعد ثلاثة أهداف في مباراة
رومـانيا، ومن ثم انتهت التصفيات.

## روابط خارجية
- ميلوش كراسيتش على موقع الاتحاد الدولي (مؤرشف)  (الإنجليزية)
- ميلوش كراسيتش على موقع الاتحاد الأوربي (الإنجليزية)
- ميلوش كراسيتش على موقع اتحاد تركيا (لاعب) (الإنجليزية)
- ميلوش كراسيتش على موقع قاعدة بيانات كرة القدم.إي يو (الإنجليزية)
- ميلوش كراسيتش على موقع ناشيونال فوتبول تيمز (الإنجليزية)
- ميلوش كراسيتش على موقع Soccerway.com (الإنجليزية)
- ميلوش كراسيتش على موقع عالم كرة القدم.نت (الإنجليزية)
- ميلوش كراسيتش على موقع أوليمبيديا (الإنجليزية)
- ميلوش كراسيتش على موقع AS.com (الإسبانية)